# Allotriusia
Allotriusia is een geslacht van rechtvleugeligen uit de familie veldsprinkhanen (Acrididae). De wetenschappelijke naam van dit geslacht is voor het eerst geldig gepubliceerd in 1896 door Karsch.

## Soorten
Het geslacht Allotriusia omvat de volgende soorten:
- Allotriusia eurycera Karsch, 1896
- Allotriusia luteipennis Ramme, 1929